# Tresen
Tresen（トレセン）は、FMヨコハマにて2017年4月3日から放送されているラジオ番組である。

## 概要
- ラジオパーソナリティーの植松哲平と個性豊かな日替わりのDJがお届けする音楽バラエティ。
- 2017年3月31日まで平日夕方に放送されていたワイド番組「Tresen+」の後継番組であり、2012年9月28日まで平日夜に放送されていた「tre-sen」から通算して3期目となる。2017年春の改編でちょうどいいラジオに異動した光邦に代わり、YOKOHAMA MUSIC AWARD（同改編で終了）を担当し、Tresen+でもリポーターを担当していた植松哲平が新たにメインDJとなった。
- 金曜日は『Tresen+ MJ』から引き続きじゅんごが相方、2020年からはメインDJとして登場し、『Tresen Friday』（トレセン・フライデー）として放送される。
- リスナーの事を「トレセナー」と呼んでいる。

番組名の由来
tre-sen,Tresen+に引き続き、下記の2つからのダブルネーミングとされている。
- 「とれたて+新鮮=とれせん」
- 「Trend+Sensitive（世の中の動きに敏感に反応する）=Tresen」

## 放送時間
- 15:00 - 19:00（月 - 金、2017年4月 - 現在）

## 出演者

### DJ

#### メインDJ
- 植松哲平 (月 - 木[注釈 1]) 2017年4月3日 -
- じゅんご (金) 2017年4月7日 -
- 舘谷春香 (金) 2021年4月2日 -

#### 曜日別DJ
- あんにゅ（コアラモード.） (月) 2025年4月7日 -
- 泉ノ波あみ (火) 2023年4月4日 -
- 平沢あくび（ニガミ17才） (水) 2021年4月7日 -
- halca (木) 2025年4月3日 -（月曜日から異動）

#### 過去のDJ

##### 月曜日
- Saku 2017年4月3日 - 2023年3月27日
- halca 2023年4月3日 -2025年3月31日（木曜日へ異動）

##### 火曜日
- IMALU 2017年4月4日 - 2019年3月26日
- Saku 2019年4月2日 - 2023年3月28日

##### 水曜日
- のりこのりこのりこ 2017年4月5日 - 2018年3月28日
- 小松美咲 2018年4月4日 - 2019年3月27日
- サイプレス上野 2019年4月3日 - 2021年3月

##### 木曜日
- 黒田有彩 2017年4月6日 - 2018年3月29日
- ファーストサマーウイカ 2018年4月5日 - 2023年3月30日
- 香川沙耶 2023年4月6日 - 2025年3月27日

##### 金曜日
- 植松哲平 2017年4月7日 - 2019年12月27日（金曜日以外は継続）
- 高橋茉奈 2020年1月3日 - 2021年3月26日

#### ピンチヒッター

##### メインDJの代理
- 光邦（2017年10月13日[注釈 2]）
- 鈴木裕介（2017年12月19日、2023年6月29日、11月27日）
- 小林大河（2017年12月20日、2019年9月2日、5日）
- じゅんご（2017年12月21日、2022年10月31日、11月1日、2023年6月13日）
- 井手大介（2018年9月3日、4日、2023年6月14日、28日）
- ZiNEZ-ジンジ-（2018年9月5日、6日、2023年6月15日）
- 西田新（2019年9月3日、4日）
- 柴田聡（2020年2月21日・2022年10月27日、11月2日、2023年6月19日、6月27日、11月28日、それぞれじゅんご、植松哲平の代理）
- 石川舜一郎（2023年6月21日、26日）
- 篠宮暁（オジンオズボーン）（2023年6月22日）

##### 曜日別DJの代理
- 高橋名人（2017年8月24日、黒田有彩の代理）
- サイプレス上野（2017年8月29日・2018年1月2日、IMALUの代理）
- コレサワ（2017年10月19日、黒田有彩の代理）
- DJみそしるとMCごはん（2017年12月14日、黒田有彩の代理）
- ファーストサマーウイカ（2018年3月6日、IMALUの代理）
- 高橋茉奈（2019年9月2日・3日・6日）
- まりゑ（2022年11月2日、平沢あくびの代理）
- CHiCO（2023年11月28日、halcaの代理）
- halca（2023年12月26日、泉ノ波あみの代理)

### コーナー出演者
- 大田こぞう（クイズ！生きとう問！！）
- 山川智也（ワンマン車掌の鉄分乗々↑↑）
- やのてつ[注釈 3]（そこに球があるかぎり）
- ハグてっぺい（脇水の家・ROAD TO ショッパナ・三心 presents 俺の城）

#### 過去のコーナー出演者
- 稲田大三（エーデルワイス）（脇水の家・ROAD TO ショッパナ）
- TAWASHI（脇水の家・ROAD TO ショッパナ）
- 穂積ユタカ（三心 presents 俺の城）

## タイムテーブル
2025年6月現在、空欄部分は「フリートーク」または、トレセナーからの「メール紹介コーナー」。
| 時間                 | 月曜日                                                                                         | 火曜日                                 | 水曜日                                 | 木曜日                                 | 金曜日 (Tresen Friday)                     |
| -------------------- | ---------------------------------------------------------------------------------------------- | -------------------------------------- | -------------------------------------- | -------------------------------------- | ------------------------------------------ |
| 15:00                | オープニング・当日のテーマの発表                                                               | オープニング・当日のテーマの発表       | オープニング・当日のテーマの発表       | オープニング・当日のテーマの発表       | オープニング・当日のテーマの発表           |
| 15:25                | FM yokohama TRAFFIC REPORT                                                                     | FM yokohama TRAFFIC REPORT             | FM yokohama TRAFFIC REPORT             | FM yokohama TRAFFIC REPORT             | FM yokohama TRAFFIC REPORT                 |
| 15:27                | FM yokohama NEWS & WEATHER INFORMATION                                                         | FM yokohama NEWS & WEATHER INFORMATION | FM yokohama NEWS & WEATHER INFORMATION | FM yokohama NEWS & WEATHER INFORMATION | FM yokohama NEWS & WEATHER INFORMATION     |
| 15:31                | FMヨコハマラジオショッピング                                                                   | FMヨコハマラジオショッピング           | FMヨコハマラジオショッピング           | FMヨコハマラジオショッピング           | FMヨコハマラジオショッピング               |
| 15:31                | 熊谷章洋                                                                                       | 熊谷章洋                               | 小林アナ                               | 小林アナ                               | 湯本久美                                   |
| 15:36                |                                                                                                | 「なんで？」のコーナー                 |                                        |                                        |                                            |
| 15:55                | 哲平のコレ                                                                                     | 哲平のコレ                             | 哲平のコレ                             | 哲平のコレ                             | インペイフライデー                         |
| 16:00                |                                                                                                |                                        |                                        |                                        | アサヒビール presents Cheers to Friday！！ |
| 16:15                | FM yokohama TRAFFIC REPORT                                                                     | FM yokohama TRAFFIC REPORT             | FM yokohama TRAFFIC REPORT             | FM yokohama TRAFFIC REPORT             | FM yokohama TRAFFIC REPORT                 |
| 16:20                | ゲストコーナー                                                                                 | ゲストコーナー                         | ゲストコーナー                         | ゲストコーナー                         | ゲストコーナー                             |
| 16:45                | FM yokohama TRAFFIC REPORT                                                                     | FM yokohama TRAFFIC REPORT             | FM yokohama TRAFFIC REPORT             | FM yokohama TRAFFIC REPORT             | FM yokohama TRAFFIC REPORT                 |
| 16:50                | はぴねすくらぶラジオショッピング                                                               | はぴねすくらぶラジオショッピング       | はぴねすくらぶラジオショッピング       | はぴねすくらぶラジオショッピング       | はぴねすくらぶラジオショッピング           |
| 17:00                | アピオ presents こだわりびとをたずねて (第1・2週) えのすい presents LIFE OF AQUARIUM （第3週） | クイズ 生きとう問                      | そこに球があるかぎり                   |                                        | 三心 presents 俺の城                       |
| 17:14                | FM yokohama NEWS & WEATHER INFORMATION                                                         | FM yokohama NEWS & WEATHER INFORMATION | FM yokohama NEWS & WEATHER INFORMATION | FM yokohama NEWS & WEATHER INFORMATION | FM yokohama NEWS & WEATHER INFORMATION     |
| 17:20                | FM yokohama TRAFFIC REPORT                                                                     | FM yokohama TRAFFIC REPORT             | FM yokohama TRAFFIC REPORT             | FM yokohama TRAFFIC REPORT             | FM yokohama TRAFFIC REPORT                 |
| 17:22                | 今日のひとりごと                                                                               | 今日のひとりごと                       | 今日のひとりごと                       | 今日のひとりごと                       |                                            |
| 17:36                | 日進レンタカー Music Navigation                                                                | 日進レンタカー Music Navigation        | 日進レンタカー Music Navigation        | 日進レンタカー Music Navigation        |                                            |
| 17:54                | 煩悩タイム                                                                                     | 煩悩タイム                             | 煩悩タイム                             | 煩悩タイム                             | 煩悩タイム                                 |
| 17:57                | FM yokohama TRAFFIC REPORT                                                                     | FM yokohama TRAFFIC REPORT             | FM yokohama TRAFFIC REPORT             | FM yokohama TRAFFIC REPORT             | FM yokohama TRAFFIC REPORT                 |
| 18:00                | TOYO TIRES presents 転がれ＃オプカン！                                                         | ワンマン車掌の鉄分乗々↑↑               | あくびの寝言                           |                                        | TRESEN NEWS FRIDAY                         |
| 18:12                | FM yokohama NEWS & WEATHER INFORMATION                                                         | FM yokohama NEWS & WEATHER INFORMATION | FM yokohama NEWS & WEATHER INFORMATION | FM yokohama NEWS & WEATHER INFORMATION | FM yokohama NEWS & WEATHER INFORMATION     |
| 18:15                | FM yokohama TRAFFIC REPORT                                                                     | FM yokohama TRAFFIC REPORT             | FM yokohama TRAFFIC REPORT             | FM yokohama TRAFFIC REPORT             | FM yokohama TRAFFIC REPORT                 |
| 18:20                |                                                                                                |                                        |                                        |                                        |                                            |
| あふろさんといっしょ | てくてくかれんだー                                                                             | 燃(萌)えよ！ラジオ                     | 7down8up                               | でぃぐらじ                             |                                            |
|                      | 安斉かれん                                                                                     | 宮田俊哉                               | HANDSIGN                               | IMALU                                  |                                            |
| 18:41                | FM yokohama TRAFFIC REPORT                                                                     | FM yokohama TRAFFIC REPORT             | FM yokohama TRAFFIC REPORT             | FM yokohama TRAFFIC REPORT             | FM yokohama TRAFFIC REPORT                 |
| 18:43                |                                                                                                |                                        | We are Excellence！                    | 魁！！序奏塾                           |                                            |
| 18:55                | エンディング                                                                                   | エンディング                           | エンディング                           | エンディング                           | エンディング                               |

### 主なコーナー

#### ゲストコーナー
日替わりでミュージシャンが登場し、DJとトーク。時間いっぱいまでインタビューする。Tresen+まであった冒頭の「重大発表」は廃止され、前半では街頭で通行人に曲を聴いてもらいインタビューした様子を放送、後半はゲームやクイズを行うようになった。ゲームに成功すると翌日（金曜は翌週月曜日、特別編成の場合はその次の通常放送日）も曲がオンエアされるが、失敗すると何らかの形でTresenの番宣をしなければならない。夕焼け小焼けのBGMが流れるとコーナー終了となる。なお、2022年10月時点では、街頭インタビュー・ゲーム企画は行われておらず、ゲストとのトークメインとなっている。

##### 過去のゲストコーナー内企画
- まつわりクイズ

ゲストの名前やシングルのタイトルなどにまつわる〇×クイズを3問出題。2問以上正解で勝利。
- まつわりなぞなぞ

ゲストの名前やシングルのタイトルなどにまつわるなぞなぞを3問出題。2問以上正解で勝利。
- サイエンスクイズ

黒田有彩が科学に関する3択クイズを1問出題。正解すれば勝利。
- 植松哲平クイズ

メインDJ、植松哲平に関するクイズを出題。日替わりDJとゲストが早押しで対決し、ゲストが先に正解すれば勝利。
- 噛まずに言えるかな？

4つの早口言葉が出題される。3回繰り返して言えれば成功。2つ以上成功すれば勝利。
この他にもゲストにちなんだオリジナルゲームなどがある。

#### PRIME TIME 生番宣（月 - 木）/U-MORE! 生番宣（金）
18時43分頃に後続番組のDJ（月曜日から木曜日はPRIME TIMEのメインDJ栗原治久、金曜日はU-MORE!のDJ鈴木裕介）が登場し、当日の放送内容や当番組のメールテーマについてクロストークが行われていたが、2022年10月時点では、当番組と次番組のクロストークは行われていない。

#### 日替わりコーナー

##### 月曜日
- アピオ presents こだわりびとをたずねて（第1・2週）

植松が自身の愛車ジムニーに乗って、こだわりを持つ「こだわりびと（＝その道のプロフェッショナル）」へ訪ねて、話を聞く。
- えのすい presents LIFE OF AQUARIUM（第3週[注釈 4]）

藤沢市にある「新江ノ島水族館」の働く人々や心に残るエピソードなど、人生に癒しのひと時を与えてくれる水族館の魅力を伝える。

##### 火曜日
- クイズ！生きとう問！

昆虫DJの大田こぞうが昆虫に纏わるクイズを出題。シンキングタイム中は太田セレクトの曲が流れる。
- ワンマン車掌の鉄分乗々↑↑

鉄道をこよなく愛するDJ山川智也が植松哲平 ・泉ノ波あみ・トレセナーに「鉄道」に関するネタを紹介。このコーナーの派生企画として「Tresen鉄道王決定戦」が実施され、鉄道マニアを中心に熱い戦いが行われる。なお、「Tresen鉄道王決定戦」が行われる際には、ゲストコーナーなど一部のレギュラーコーナーが休止される。

##### 水曜日
- あくびの寝言

平沢が「ある人物」になりきり、植松哲平が平沢にいくつか質問をし、一体、誰になりきっているのかを当てる。
- We are Excellence！

横浜市内をホームタウンに置くプロバスケットボールチームでB3リーグ所属「横浜エクセレンス」の応援コーナー。

##### 木曜日
- 魁！！序奏塾

読みは「さきがけ いんとろじゅく」で元「アイゼンのコーナー」。1秒未満のイントロで曲名を当てるという部分は変わらないが、お代がリスナー考案で10問となった。テーマに沿った10問となり10問目後にシンキングタイムが追加。正解が分かったリスナーの中から3名にステッカーのプレゼントが出るようになった。

##### 金曜日
- インペイフライデー
舘谷所有のオカメインコのぬいぐるみ「インペイ」がおしゃべりするコーナー。以前はぬいぐるみニュースなどインペイ単独のコーナーだったが、最近はハグてっぺいの「サウナハットくん」が乱入することが多い。スペシャルウィークの際は、インペイに代わって鯛のぬいぐるみ「タイペイ」が出演する。
- アサヒビール presents Cheers to Friday！！
DJ帝と長友愛莉が神奈川県内の飲食店情報をリポートする。
- 三心 presents 俺の城

江戸時代を舞台に、藩主「佐々木じゅんご之守家定（じゅんご）」は、愛する奥方「ハル姫（舘谷）」の強き願いにこたえるべく、「家臣ほずみ之介（穂積）」が江戸時代と現代を行き来して、名城（理想の住まい）を築城する物語でラジオドラマ風に進んでいく。
- TRESEN NEWS FRIDAY

プライベートや家庭や職場、学校、近所で起こった身近なニュース、疑問などを紹介するコーナー。キャスターは「舘川クリスタル（舘谷）」とジャーナリスト「佐々木太郎（じゅんご）」が伝える。なお、2022年11月から期間限定コーナー「ROAD TO ショッパナ」を放送しているため、1か月程休止となる。

#### トレセンバラエティ

##### 現在
- （火）てくてくかれんだー - 安斉かれん

- （水）燃（萌）えよ！ラジオ - 宮田俊哉(Kis-My-Ft2）

「燃（萌）えよ！」をキーワードに、宮田が気になるさまざまなモノ・コトを探求する。
- （木）7down 8up - HANDSIGN

- （金）IMALUでぃぐらじ - IMALU

タレント・アーティストである「IMALU」が、様々な分野の専門家を呼んで、その分野に纏わるトークを送る。

##### 過去
- （月）かなジオン - 足立佳奈
- （月）アカペラ～ノ! - UNIONE

UNIONEがリスナーからリクエストされた曲で即興のアカペラを披露。原則生放送（まれに収録あり）
- （月）笑顔モリモリらじお - 幹葉(スピラ・スピカ)

2022年3月まではこの枠での放送だったが、同年4月以降は「YOKOHAMA RADIO APARTMENT（水曜日）」に枠移動。
- （月）101 Music House - lol（エルオーエル）

「lol（エルオーエル）」のメンバーが「帰ってきてホッとできる家のような番組」を目指す。
- （火）よっしゃっしゃにゅ～す - サイプレス上野

ニュースおじさん上野が気になったニュースをラップ形式で紹介。
- （水）ACT A FOOL！！！ - SKY-HI

前番組から継続。SKY-HIが毎回ヒップホップ系アーティストをゲストに招き本音でトークする。原則収録。
- （木）Orange Floor - sumika

地元川崎出身のバンドsumikaが様々なコーナーを設けて放送。原則収録（まれに生放送あり）
- （金）おれん家へようこそ! - ReN

前番組から継続。東京、横浜を中心に活動するシンガーソングライターReNがお届けする、ギター1本での生演奏を始め、リスナーと共にアットホームな雰囲気でお届けするコーナー。原則生放送（まれに収録あり）
- （金）Herbie's radio - ハービー山口、高橋茉奈

世界的写真家ハービー・山口とアシスタント高橋茉奈による「横浜を再発見し、新たな感動をリスナーと共に写真も楽しむ“聴いて眺める”」アートなラジオ。

### 期間限定コーナー
- CIAL桜木町 presents Saku散歩（火）

毎年10月頃（CIAL桜木町レールウェイ・キャンペーン中）の18時台後半に放送。JR桜木町駅に隣接するショッピング施設「CIAL桜木町」からSakuが生でリポートするコーナー
- 文教大学 Fヨコサマーキャンパス（水）

7月 - 9月のみ放送。キャンパスライフをおくる学生をスタジオに招いて話を伺っていくコーナー
- ROAD TO ショッパナ（金）

じゅんご単独ライブ「ショッパナ」の開催を前に、過去に行ったネタなどを紹介していくコーナー

### 過去のコーナー

#### 月曜日
- 全力Saku

Sakuが毎週、様々なことに全力で挑戦していくコーナー。(16時台と17時台の2部になる場合もある)
- 即興生演奏 → サクサクリリックラボ

Sakuがトレセナーから与えられたキーワードを使って即興ソングを披露。

#### 火曜日
- IMALU'S JOURNAL

IMALUが気になったセレブネタ「ゴシップ」と、植松哲平が気になった古い「コシップ」を紹介。
- SWAG SWAG SWAG

IMALUがイケてると思ったアプリや映画、海外ドラマを紹介
- GO！川崎ブレイブサンダース

Bリーグ開催時のみの放送。プロバスケットボールチーム・川崎ブレイブサンダースを応援するコーナー
- SUV LAND presents なーるほど・ザ・SUV

クイズを通じてSUVの魅力を伝えるコーナー。正解者の中から抽選で1名にSUV LAND横浜町田店で使えるオイル交換無料券がプレゼントされる。
- タカノクリニック

スタッフたか扮する医師「たかだかいさお」が、植松先生・IMALU先生と共にトレセナーの「ダークサイド」を診断。

#### 水曜日
- アイダ設計 Presents 暮らしのアメニティ

住まいや暮らしにまつわるクイズを出題、住まいにまつわる質問も受け付けている
- 生活向上委員会

1週間で生活が向上しそうなお題に植松哲平、のりこのりこのりこ、Tresenスタッフがチャレンジして、その成果を報告していくコーナー。
- 横浜ブルク13 映画探偵物語

- イカすセンス天国 → イカすモノマネセンス天国

トレセナーの独断と偏見のセンスでイチオシする画像・動画・音声などの”イカすモノ”を紹介。毎週3人のイカすモノが紹介され、Twitterの投票で最も得票率を得ると前週の「イカセンキング」への挑戦権を獲得。DJとスタッフでの投票で「イカセンキング」を決定する。5週連続で勝ち抜くと「グランドイカセンキング」に認定。2017年10月4日の放送で「グランドイカセンキング」が誕生したため、翌週から「イカすモノマネセンス天国（何かしらのモノマネをした声でお題に沿った留守電を入れてイカすセンスを競うコーナー。）」にリニューアルされた。
- 横濱ハーバーブレイク

植松哲平・平沢あくびが横浜の銘菓「ありあけ」のお菓子を実食しながら、美味しい情報を届けるコーナー。

#### 木曜日
- 教えてアリセン

黒田有彩扮する美人教師アリセンが、トレセナーからの疑問をわかりやすく解説。
- Weekly Metal News

その週に話題となったヘビーメタルに関するニュースを紹介する。
- 聴く防災マニュアル～もしものラジオ～

毎回ゲストを迎え、自分とは関係ないと思いがちな「防災」を身近で大切なものととらえられるよう紹介するコーナー。
- 灯-mawali- みんなの防災クイズ

横浜市の防災に纏わるクイズを気象予報士・防災士のくぼてんきが出題するコーナー。月に一度、横浜市の防災担当者が出演。
- Weekly Science News

その週に話題となったサイエンスニュースを紹介する。
- This Week Scientist's Chart

注目の科学者をチャート形式で紹介。

#### 金曜日
- じゅんごの貧乏話

トーク内容に過去流行った物（例：ファミコン）やイベント（例：大阪万博）が入った際、ミキサーの裁量で昭和枯れすゝきをアレンジした楽曲が流れ、幼少期のじゅんごが当時どのような生活を送っていたかかという語りが始まる。
- 脇水の家

じゅんご扮するの宗教祖ドリンクバー先生がトレセナーの悩みを解決するコーナー。
- 佐々木旧作

じゅんご扮する自称映画評論家の佐々木旧作先生が、おすすめの旧作・準新作の映画を紹介するコーナー。「ROAD TO ショッパナ」の放送期間中は休止となる。
- F・マリノス同好会 Friday

Jリーグ開催時のみの放送。ファンからのメッセージやマリノスの最新情報などを伝える
- 煩悩タイム

2018年1月からスタートしたTresen+時代の「気合注入、バッコン!」に相当するコーナー。植松哲平とじゅんごが気合注入の言霊「美跳!」「ティンボース!」をメッセージに乗せて言っていく。
- TELEPHONE FRIDAY

トレセナーと電話をつないでトークするコーナー。2017年秋のスペシャルウィークの企画として行われ、好評だったためそのままレギュラーコーナーとなった。
- 言い訳3本勝負

トレセナーから寄せられた3つのお題に対する言い訳を植松哲平・じゅんごが考えるコーナー。小栗旬之介（おぐり）がどちらの言い訳が良かったかジャッジし、敗者はおぐりが考えた罰ゲームを勝者から受けるが、罰ゲームの内容は勝者もするのを嫌がるようなものになることが多い。
- 湘南ゼミナール presents 高校受験ゼミナール

湘南ゼミナールより特別講師の金澤浩先生を招き、毎週出される問題の攻略のポイントを受験生も、そうじゃないトレセナーも共に、頭の体操に、マジメに楽しく、考えるコーナー。前番組では「特色検査」に特化した内容となっていたが、本番組では特色検査に限らず、様々な内容を取り扱っている。

## メッセージテーマ
メッセージテーマは放送日の朝に番組公式サイト・番組公式Xで発表される。

## Tresen鉄道王決定戦
tre-sen時代から続く人気企画である。
審査委員長・日本旅行作家協会 理事 野田隆（第十回まで出演）
クイズ制作、監修・山川智也
協賛、協力・交通新聞社、JR各社、etc…

## 公開放送・公開収録・イベント
- Queen's Square YOKOHAMA 20th Anniversary Tresen BEER FESTA 2017 Special（2017年8月1日・クイーンズスクエア横浜1F クイーンズサークル）
  - 番組初のイベント。ゲストはプラチナリズム。

- Tresen Friday 横浜グルメンタ2017 SPECIAL（2017年9月8日・横浜赤レンガ倉庫 イベント会場）
  - ゲスト 彦摩呂、サイプレス上野とロベルト吉野

- Tresen ラジ婚 SPECIAL（2017年9月18日・クイーンズスクエア横浜1F クイーンズサークル）
  - ゲスト かりゆし58

- Tresen Friday みなとみらい東急スクエア グランドオープンSPECIAL（2017年10月27日・クイーンズスクエア横浜1F クイーンズサークル）
  - ゲスト Iris

- Tresen “NO VOTE, NO VOICE” スペシャル（2018年3月30日・クイーンズスクエア1F クイーンズサークル）
  - ゲスト NakamuraEmi、Chuning Candy

## オリジナルグッズ
- Tresenステッカー
- 美跳ステッカー

## 出来事
- Sakuチャンス

月曜日パーソナリティのSakuの楽曲「KENSAKU E.P.」がリリースされた当初、Saku本人のInstagram上にレーシングカーを運転する写真が掲載されていることに気づいた植松哲平が放送時とは似ても似つかない風貌に驚いた際に始めた企画
植松曰く「バルス（天空の城ラピュタ内の有名な台詞。転じてSNS上で特定の場面にて利用者が一体となって発言する固有単語）の要領でこの写真を添えてツイートしてください」との事
同じく歌手である火曜日担当のIMALUのソロプロジェクト「LULU X」においても同様に「IMALUチャンス」を行わないのかといった流れが起きることがある。